# Canthium hirtellum
Canthium hirtellum är en måreväxtart som beskrevs av Henry Nicholas Ridley. Canthium hirtellum ingår i släktet Canthium och familjen måreväxter. Inga underarter finns listade i Catalogue of Life.